# Todo Mundo Doido
Todo Mundo Doido é o segundo álbum da banda O Surto lançado em 2000 pela Virgin Records.
"A Cera" foi o primeiro single, ficou conhecida como "me pirou o cabeção", e ocupou as paradas das rádios do Brasil. O álbum mescla hardcore, hip-hop com um toque de música nordestina, e também abre espaço para o reggae.A música "PQNTMT"também estourou e teve a participação do músico Egypcio, da banda Tihuana, teve também uma versão gravada com Rodolfo do Raimundos mas no fim a banda acabou optando pela versão com Egypcio.

## Faixas
| N.º            | Título                | Duração |  |
| 1.             | "A Hempadura"         | 2:51    |  |
| 2.             | "A Cera"              | 3:46    |  |
| 3.             | "Hip-Hop Repente"     | 3:25    |  |
| 4.             | "Zaroia"              | 3:57    |  |
| 5.             | "Tudo é Possível"     | 3:12    |  |
| 6.             | "P.Q.N.T.M.T."        | 3:12    |  |
| 7.             | "Doido"               | 2:41    |  |
| 8.             | "Cangsta"             | 4:29    |  |
| 9.             | "Iô Iô"               | 3:18    |  |
| 10.            | "A Hempadura (Light)" | 2:53    |  |
| 11.            | "Norte e Sul"         | 4:37    |  |
| Duração total: | Duração total:        | 44:22   |  |